# 빈첸초 탈라리코

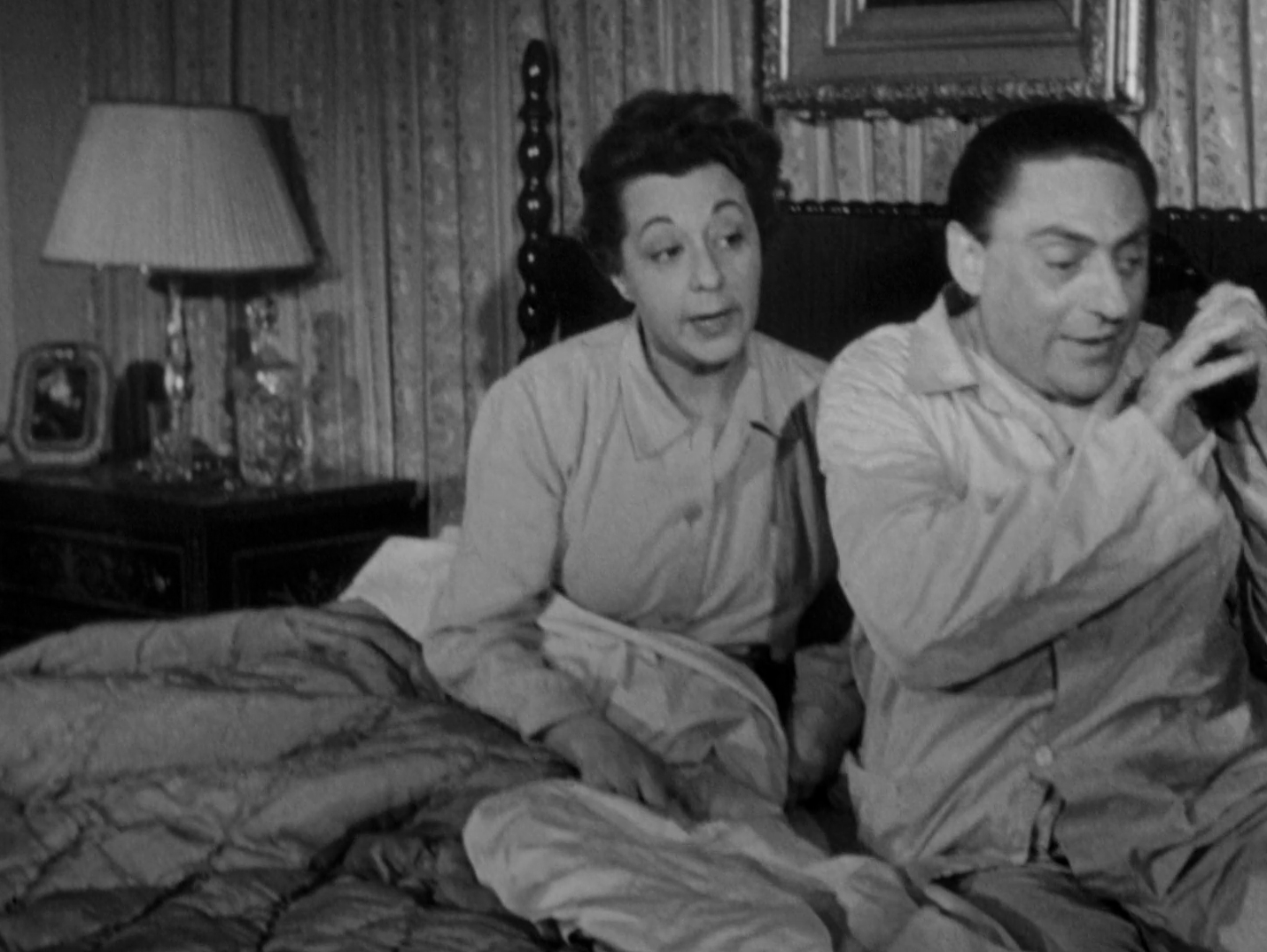

빈첸초 탈라리코(Vincenzo Talarico, 1909년 4월 28일 ~ 1972년 8월 16일)는 이탈리아의 배우, 저널리스트, 각본가이다.
피우지에서 사망하였다.

## 영화
- 미, 미, 미... 앤 디 아더스 (1966년)
- 로링 이어스 (1962년)
- 더 트래픽 폴리스맨 (1960년)
- 소렌토의 염문 (1955년)
- 이지 이어스 (1953년)
- 언더 디 올리브 트리 (1950년)